# Ludwig Wittgenstein
Ludwig Joseph Johann Wittgenstein (Viena, 26 de Abril de 1889 — Cambridge, 29 de Abril de 1951) foi um filósofo austríaco, naturalizado britânico. Foi um dos principais autores da virada linguística na filosofia do século XX. Suas principais contribuições foram feitas nos campos da lógica, filosofia da linguagem, filosofia da matemática, e filosofia da mente. Muitos o consideram o filósofo mais importante do século passado.
Seu mais popular livro de filosofia publicado, o Tractatus Logico-Philosophicus, de 1921, exerceu profunda influência no desenvolvimento do positivismo lógico. Mais tarde, as ideias por ele formuladas a partir de 1930, e difundidas em Cambridge e Oxford, também impulsionaram um outro movimento filosófico — a chamada "filosofia da linguagem comum".
Seu pensamento é geralmente dividido em duas fases. Para identificá-las, muitos autores recorrem ao artifício de atribuir os escritos da juventude ao Primeiro Wittgenstein e a obra posterior ao Segundo Wittgenstein, como se designassem autores distintos. A cada um desses períodos corresponde uma obra central na história da filosofia do século XX. À primeira fase, pertence o Tractatus Logico-Philosophicus, livro em que Wittgenstein procura esclarecer as condições lógicas que o pensamento e a linguagem devem atender para poder representar o mundo. À segunda fase, pertencem as Investigações Filosóficas, publicadas postumamente, em 1953. Nesse livro, Wittgenstein trata de tópicos similares aos do Tractatus (embora sob uma perspetiva radicalmente diferente) e avança sobre temas da filosofia da mente ao analisar conceitos como os de compreensão, intenção, dor, e vontade.

## Vida
Ludwig Wittgenstein nasceu em Viena a 26 de abril de 1889. Filho de Karl e Leopoldine Wittgenstein, era o caçula dos 8 filhos do casal. Seus avós paternos, Hermann Christian e Fanny Wittgenstein, eram de família judaica, mas, quando se mudaram da Saxônia para Viena, em meados do século XIX, converteram-se ao protestantismo e integraram-se plenamente à comunidade protestante de Viena. O pai de Ludwig, Karl Wittgenstein, foi um empreendedor de sucesso. Seus negócios na indústria de ferro e aço alçaram-no à condição de um dos homens mais ricos do império Habsburgo. A mãe de Ludwig, Leopoldine, também era de ascendência judia pelo lado paterno da família, mas foi educada segundo as práticas da Igreja Católica. Ludwig, assim como todos seus irmãos, foi batizado como católico.

### Juventude
Ludwig cresceu num ambiente propício ao desenvolvimento intelectual e artístico. Sua vida parece ter sido dominada por uma obsessão com a perfeição moral e filosófica, resumida na biografia de Ray Monk, "Wittgenstein: O Dever do Gênio".
Seu pai, Karl Wittgenstein, foi colecionador de obras de arte e patrocinador de músicos e pintores. Apoiou financeiramente vários artistas de vanguarda e a construção do Edifício Secessão em Viena. A mãe de Ludwig era excepcionalmente musical e fez questão de proporcionar aos filhos uma educação musical primorosa. Além do interesse pelas artes, os pais de Ludwig organizavam com frequência apresentações de peças musicais nos luxuosos salões de sua casa. Entre os frequentadores da casa dos Wittgenstein estavam artistas como Johannes Brahms, Gustav Mahler, e Richard Strauss. Em sintonia com esse ambiente, os filhos de Karl e Leopoldine respondiam com a revelação de talentos incomuns, em especial para a música. Hans, o mais velho entre os filhos homens, começou a compor aos quatro anos de idade. Paul Wittgenstein tornou-se um habilidoso pianista de renome internacional, mesmo após perder a mão direita na 1ª Guerra Mundial. O próprio Ludwig, embora não tenha escolhido a música como profissão, manifestou talentos musicais acima da média. Tocava clarinete e tinha ouvido apurado. Especialmente notável teria sido sua capacidade de reproduzir em assovios um movimento inteiro de uma sinfonia ou concerto. A música também esteve presente em seu trabalho filosófico: em seus escritos, usou-a frequentemente para construir exemplos e símiles.
Ao lado dos pendores artísticos, no entanto, a família Wittgenstein apresentava também traços de intensa autocrítica, pessimismo, depressão e mesmo de tendências suicidas. Três dos quatro irmãos homens de Wittgenstein cometeram suicídio.
Até 1903, Ludwig foi educado em casa; após este período, estudou por três anos na Realschule em Linz, uma escola que dava ênfase a disciplinas técnicas. Durante um dos anos letivos, Wittgenstein foi contemporâneo de Adolf Hitler na Realschule. Embora tivessem a mesma idade, não foram colegas de classe – Hitler estava dois anos atrasado. Não há informação segura de que tenham se conhecido.
Em 1906, Wittgenstein inicia seus estudos de Engenharia Mecânica em Berlim, e em 1908 ingressa na Universidade de Manchester. À época, Wittgenstein pretendia tomar parte nas pesquisas pioneiras em aeronáutica. Registrou-se como estudante pesquisador em um laboratório de engenharia, onde conduziu pesquisas com pipas de observação atmosférica e, mais tarde, dedicou-se à construção de um motor a jato. Durante suas pesquisas em Manchester, interessou-se por problemas de fundamentação da matemática e começou a estudar o The principles of mathematics [Os princípios da matemática], de Bertrand Russell, e o Grundgesetze der Arithmetik [Leis básicas da aritmética], de Gottlob Frege. No verão de 1911, Wittgenstein visitou Frege, depois de ter se correspondido com ele por algum tempo, e Frege recomendou que ele fosse à Universidade de Cambridge estudar com Russell.
Em outubro de 1911, Wittgenstein chega - sem qualquer aviso - à sala de Russell no Trinity College e manifesta seu interesse de assistir a suas aulas de lógica. Russell recebe-o em suas aulas de lógica matemática e, diante das incertezas de Wittgenstein quanto a continuar na engenharia ou dedicar-se à filosofia, pede-lhe que escreva um ensaio filosófico durante as férias de fim de ano. Em janeiro de 1912, Wittgenstein entrega-lhe o ensaio solicitado. Russell fica profundamente impressionado e convence seu novo aluno a deixar de vez a engenharia. A partir de então, inicia-se uma intensa colaboração entre os dois, cujo foco eram as questões filosóficas suscitadas pela lógica.
Apesar de estar extremamente envolvido nos estudos e nas discussões com Russell, Wittgenstein sentia que não podia chegar à raiz dos problemas que o ocupavam enquanto estivesse em Cambridge. Em 1913, partiu para a remota Skjolden, na Noruega, em busca do sossego que julgava necessário. O isolamento permitiu-lhe dedicação integral a seu trabalho. Posteriormente, ele escreveria sobre esse período na Noruega: "Tenho a impressão de ter conseguido trazer à luz as ondas de pensamento que estavam confinadas dentro de mim". Enquanto lá estava, escreveu um texto ao qual deu o nome de Logik e no qual já se anunciavam várias ideias que, mais tarde, fariam parte do Tractatus Logico-Philosophicus.

### Primeira Guerra Mundial
Com a eclosão da Primeira Guerra Mundial, Wittgenstein alista-se como voluntário no exército austro-húngaro. Serve primeiro em um navio e depois numa oficina de artilharia. Em 1916, é enviado, como membro de um regimento de artilharia, ao front russo. Recebe, por seu desempenho nas batalhas, várias condecorações por bravura.
Durante a guerra, Wittgenstein manteve anotações de cunho filosófico e religioso, além de anotações pessoais. Esses cadernos de anotações mostram uma profunda mudança em sua vida espiritual. Parte dessa mudança deveu-se à leitura de O evangelho explicado, de Liev Tolstói. Wittgenstein carregava esse livro para onde quer que fosse, e recomendava-o a todos (a ponto de ser conhecido pelos outros soldados como "o homem com os evangelhos").

#### Desenvolvendo oTractatus

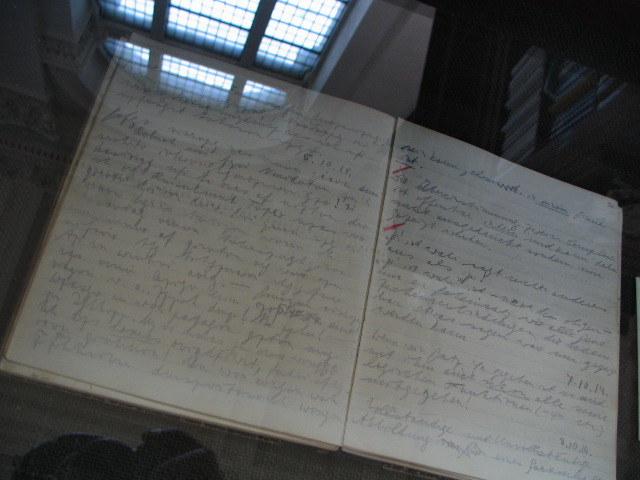
Manuscritos de Wittgenstein de 1914

Durante a guerra, Wittgenstein passa a atribuir ao seu trabalho em lógica um significado ético e religioso. As preocupações cada vez maiores com questões éticas, combinadas com seu interesse por análise lógica e com os pensamentos fundamentais desenvolvidos durante a guerra, transformaram os trabalhos desenvolvidos em Cambridge e na Noruega no material que viria a ser a base do Tractatus. Em 1918, já no fim da guerra, Wittgenstein foi promovido a tenente e enviado ao norte da Itália, integrando um regimento de artilharia. No verão de 1918, durante uma licença das obrigações militares, Wittgenstein hospedou-se na casa de seu tio, Paul Wittgenstein, em Hallein, perto de Salzburgo. Nessa ocasião, conclui o manuscrito do Tractatus e encaminhou-o a editores de Viena, na esperança de que se interessassem em publicá-lo. A resposta, no entanto, foi negativa.
Em outubro, Wittgenstein retorna ao front italiano. Logo nos primeiros dias de novembro, é feito prisioneiro. Por meio de seus conhecidos em Cambridge, consegue ter acesso a livros. Prepara cópias de seus manuscritos, enviando-as à Inglaterra. Na cópia que recebeu, Russell reconheceu uma obra de grande valor filosófico, e depois que Wittgenstein foi libertado em 1919, trabalhou com ele para que o livro fosse publicado. Uma tradução para a língua inglesa foi preparada, primeiro por Frank P. Ramsey e depois por C. K. Ogden, com a participação de Wittgenstein. Após algumas discussões acerca de qual seria a melhor tradução para o título, G. E. Moore sugeriu Tractatus Logico-Philosophicus em alusão ao Tractatus Theologico-Politicus de Spinoza. Russell escreveu uma introdução, emprestando ao livro sua reputação de um dos filósofos mais importantes da época.
Entretanto, surgiram dificuldades. As relações de Wittgenstein e Russell ficaram estremecidas, principalmente porque Wittgenstein achava que a introdução feita por Russell ao Tractatus evidenciava uma notória falta de compreensão de teses fundamentais do livro. Wittgenstein começou a ficar cada vez mais frustrado, já que não apareciam editores dispostos a publicar seu trabalho. Os poucos que se manifestavam, pareciam mais interessados na introdução de Russell do que no próprio livro. Por fim, Wilhelm Ostwald aceitou publicá-lo no seu periódico Annalen der Naturphilosophie. O texto vem a público pela primeira vez em 1921 com o título de Logisch-philosophische Abhandlung. Em 1922, sai a edição bilíngue editada pela Routledge & Kegan Paul, com o título sugerido por Moore, a introdução de Russell e a tradução de Ramsey-Ogden.

### Os “anos perdidos” após oTractatus
Por essa época, Wittgenstein já havia mudado bastante. Aparentemente, as experiências da Primeira Guerra deixaram marcas indeléveis. Assim como ocorreu a vários outros ex-combatentes, Wittgenstein enfrentou dificuldades em se readaptar à vida civil. Além disso, a elaboração do Tractatus havia sido extremamente desgastante, tanto intelectual como emocionalmente. Essa obra havia transfigurado todo o seu trabalho anterior em lógica numa estrutura completamente nova que, em parte, refletia uma profunda preocupação espiritual. O resultado prático foi a busca de um novo estilo de vida, mais simples e austero. Uma das expressões mais dramáticas dessa mudança foi a sua decisão de abdicar a herança deixada por seu pai. A parte que lhe cabia foi dividida entre os irmãos.
Wittgenstein achava, sem considerações de modéstia, que o seu Tractatus havia resolvido todos os problemas filosóficos que existiam ou que viessem a existir. Não havendo mais nada a ser feito em filosofia, só lhe restava procurar outra ocupação. Resolveu tornar-se, então, professor da escola primária e iniciou o respectivo curso de formação. Nesse curso, recebeu treinamento nos métodos do Movimento de Reforma da Escola Austríaca, que defendia que a escola, em vez de impor a simples memorização, deveria estimular a curiosidade natural da criança e a formação de pensadores independentes. Durante todo o tempo em que foi professor primário, Wittgenstein procurou colocação em áreas rurais da Áustria; mas o trabalho nessas áreas afastadas sempre esteve acompanhado de problemas e conflitos. Ele até obteve bons resultados com algumas crianças que conseguiram acompanhar os seus interesses e seu estilo de ensino, mas suas expectativas em relação às crianças da escola rural eram absolutamente irrealistas. Seus métodos de ensino eram extremamente intensos e rigorosos, e ele tinha pouca paciência com as crianças que não mostravam aptidão ao que era ensinado. Suas medidas disciplinares (que envolviam punições físicas) – bem como a suspeita disseminada entre os camponeses de que ele fosse meio maluco – levaram a uma série de desentendimentos entre Wittgenstein e os pais dos alunos. A situação tornou-se insustentável quando, em abril de 1926, um garoto de onze anos desmaiou ao levar um par de cascudos. O pai de um dos alunos queria que Wittgenstein fosse preso; e Wittgenstein, embora não tenha sofrido nenhuma condenação formal, acabou por renunciar ao cargo de professor e retornar a Viena, convencido de ter fracassado como professor.
Durante esse período em que foi professor, Wittgenstein escreveu um dicionário de ortografia para uso em escolas primárias. Esse dicionário teve relativa aceitação entre os professores (embora Wittgenstein não tenha visto em vida a sua reimpressão). Esse seria o único livro, além do Tractatus, que Wittgenstein publicaria durante a sua vida.

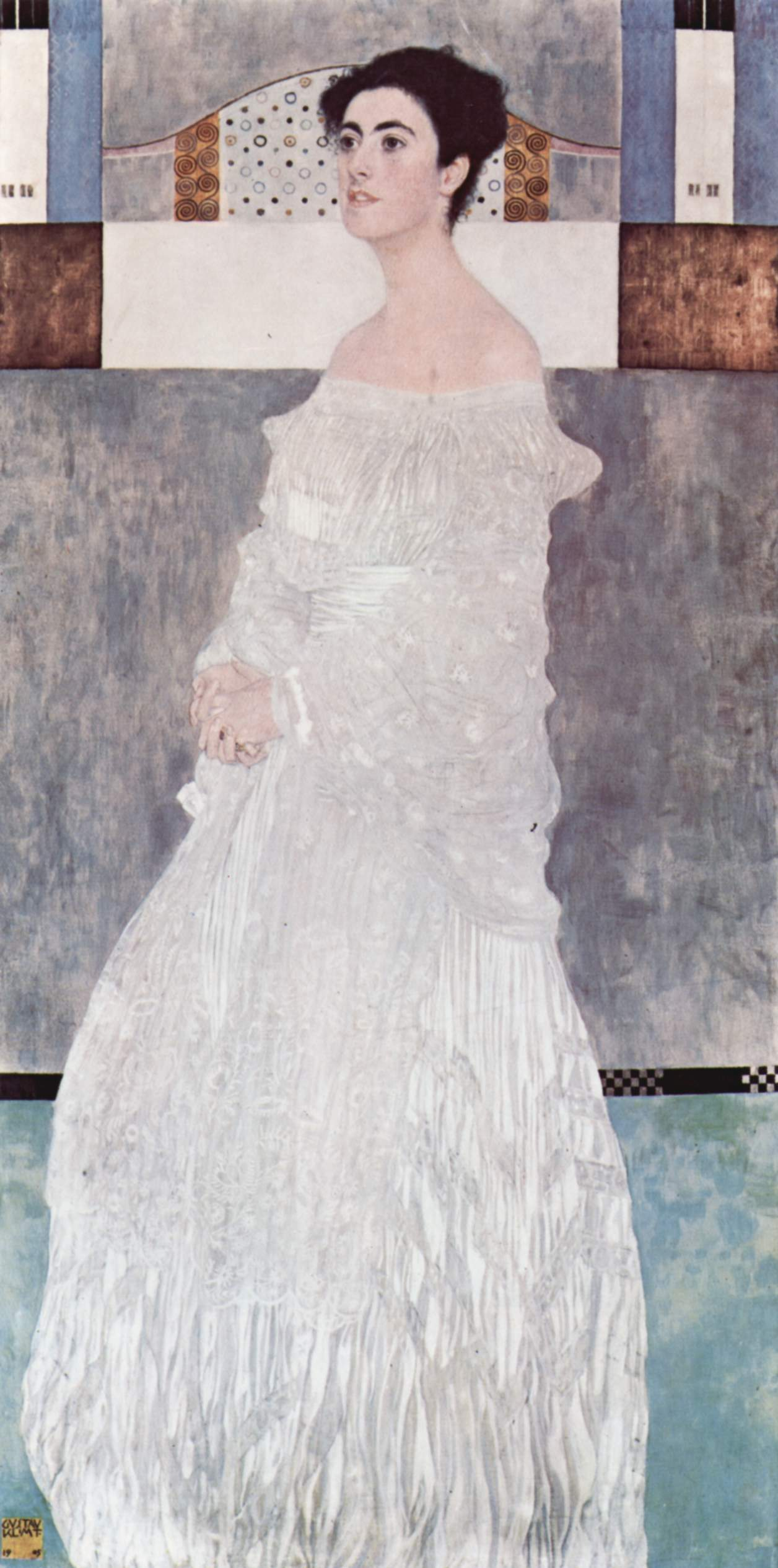
Retrato de Margaret Stonborough-Wittgenstein feito por Klimt em 1905.

Depois de abandonar o trabalho como professor, Wittgenstein trabalhou como assistente de jardineiro em um mosteiro nas proximidades de Viena. Chegou a cogitar a possibilidade de se tornar monge, mas não levou a ideia adiante. Dois acontecimentos importantes ajudaram Wittgenstein a sair da situação desesperadora em que se encontrava. O primeiro deles foi o convite feito por sua irmã Margaret (“Gretl”) Stonborough (de quem Gustav Klimt fez um retrato em 1905) de trabalhar, junto com o arquiteto Paul Engelmann, no planejamento e construção de sua nova casa. Wittgenstein e Engelmann desenharam uma casa modernista no estilo antidecorativo de Adolf Loos (a quem ambos admiravam). Wittgenstein dedicou atenção obsessiva a cada detalhe das dobradiças, das torneiras da cozinha, dos chuveiros, dos sanitários e dos aquecedores. No desenho das maçanetas das portas, por exemplo, Wittgenstein despendeu um ano inteiro até chegar a um resultado que lhe parecesse satisfatório. Contudo, toda essa atenção aos detalhes estava subordinada ao intento de construir um conjunto de simetria perfeita. A casa, na qualidade de obra arquitetônica modernista, foi bem recebida e despertou elogios. G. H. von Wright afirmou que “[s]ua beleza tem o mesmo caráter simples e estático das sentenças do Tractatus”. Hermine, a irmã mais velha, escreveu: “(...)embora eu admire muito a casa, sempre soube que eu mesma jamais quereria nem poderia viver nela. Ela parece ser muito mais uma habitação para os deuses (...)”.

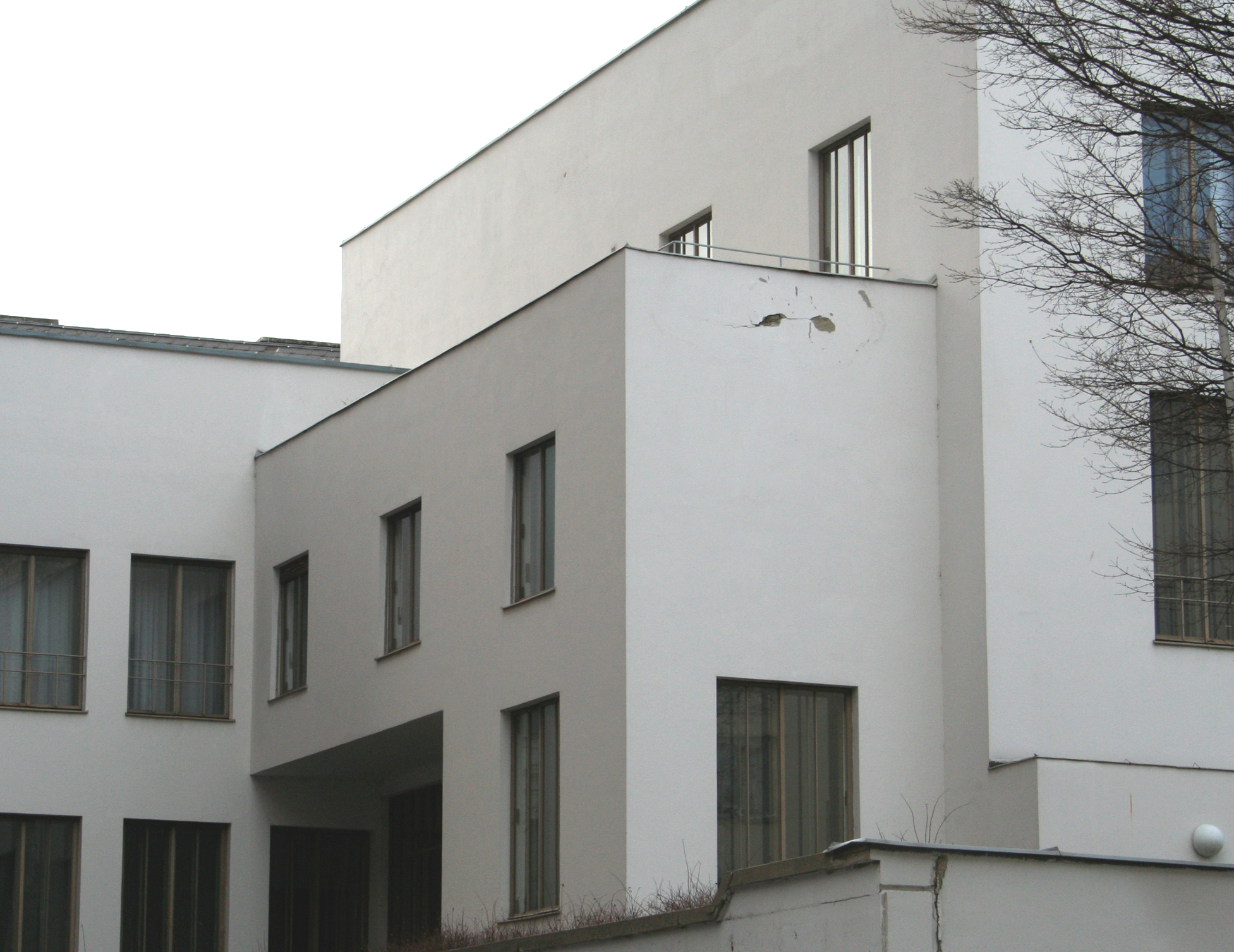
A casa que Wittgenstein ajudou a construir.

Um segundo episódio importante ocorreu quando os trabalhos na casa ainda estavam em andamento. Wittgenstein foi procurado por Moritz Schlick, uma das figuras proeminentes do recém-formado Círculo de Viena. O Tractatus havia se tornado muito influente no desenvolvimento do positivismo vienense e, embora Schlick não tenha conseguido levar Wittgenstein às reuniões do próprio Círculo de Viena, ele e alguns de seus companheiros do Círculo, especialmente Friedrich Waismann, encontravam-se ocasionalmente com Wittgenstein para discutir tópicos filosóficos. Wittgenstein geralmente achava esses encontros frustrantes – para ele, Schlick e seus colegas não conseguiam entender pontos fundamentais do Tractatus. Boa parte das desavenças girava em torno da importância da vida religiosa e da dimensão mística; Wittgenstein considerava esses assuntos como uma espécie de fé sem palavras, ao passo que os positivistas os descartavam como coisas inúteis. Em algumas ocasiões, Wittgenstein recusava-se a discutir o livro e ficava a ler em voz alta os poemas de Rabindranath Tagore com as costas voltadas para os convidados estupefatos. No entanto, o contato com o Círculo de Viena estimulou Wittgenstein intelectualmente e reacendeu seu interesse pela filosofia. Igualmente importante foi o seu contato com Frank P. Ramsey, um jovem estudioso da filosofia da matemática, que viajou algumas vezes de Cambridge até a Áustria para se encontrar com Wittgenstein. No curso de suas discussões com o Círculo de Viena e com Ramsey, Wittgenstein começou a achar que poderia haver “graves erros” em seu trabalho tal como apresentado no Tractatus – a partir daí, tem início uma segunda fase de pesquisa filosófica, que iria ocupá-lo até o fim da vida.

### O retorno a Cambridge
Em 1929, Wittgenstein voltou a Cambridge na condição de estudante avançado. A princípio, realizaria estudos preparatórios para a obtenção do grau de doutor sob a supervisão de Ramsey. Como os seus estudos anteriores em Cambridge podiam ser aproveitados, Wittgenstein apresentou o Tractatus, publicado sete anos antes, como tese de doutorado, e a defesa foi realizada em junho de 1929. Russell e Moore foram os examinadores. A defesa, na verdade, cumpria uma mera formalidade, e esteve longe de ser uma arguição rigorosa da tese apresentada. Ao fim do ritual, Wittgenstein bateu nos ombros de Russell e de Moore e acrescentou: “Não se preocupem; eu sei que vocês nunca vão entender”. Moore comentou em seu relatório sobre o exame: “É minha opinião pessoal que a tese do sr. Wittgenstein é uma obra de gênio. Assim sendo, certamente está perfeitamente à altura dos padrões exigidos para receber o grau de doutor em filosofia”. No ano seguinte, Wittgenstein tornou-se Fellow do Trinity College.
Durante o seu primeiro ano em Cambridge, Wittgenstein dedicou-se intensamente a rever aquelas ideias do Tractatus que julgava problemáticas. São dessa época o artigo “Some remarks on logical form” e os textos postumamente publicados como Philosophische Bemerkungen [Observações Filosóficas]. No entanto, já em 1930, chega à conclusão de que os problemas do Tractatus estavam além de qualquer reparo. Nessa época, concebe uma nova forma de abordar os problemas filosóficos – um novo método – e começa a desenvolver uma filosofia completamente diferente da que havia inspirado seus trabalhos anteriores.
Também em 1930, começa a lecionar em Cambridge. As aulas ministradas por Wittgenstein eram pouco convencionais. Não costumava prepará-las nem usar anotações. Segundo relatos, às vezes parecia simplesmente estar expondo o que pensava naquele momento; outras vezes, ficava calado por longos períodos, e sua expressão e comportamento eram o de quem estava às voltas com problemas extremamente difíceis e buscava solucioná-los ali mesmo, diante dos alunos. Frequentemente esses encontros assumiam a forma de diálogos: Wittgenstein fazia uma pergunta, aguardava uma resposta de algum dos presentes e a partir dessa resposta tecia considerações e propunha novas questões. Às vezes, como conta Malcolm, Wittgenstein perdia a paciência consigo mesmo e dizia coisas como “Sou um estúpido!”, “Este vosso professor é lamentável!”, “Hoje estou muito burro!”.
No ano letivo de 1933/4, Wittgenstein ditou a um grupo de alunos uma série de comentários filosóficos. O intuito era o de que cópias desse texto fossem distribuídas aos demais alunos que freqüentavam um de seus cursos, mas, dada a curiosidade geral da comunidade acadêmica acerca das novas ideias em que trabalhava Wittgenstein, o número de cópias proliferou até chegar à Universidade de Oxford. Como o texto datilografado apresentava uma capa azul, acabou recebendo o nome pelo qual hoje é conhecido: O Livro Azul. Pouco depois, no ano letivo de 1934/5, Wittgenstein dita a dois de seus alunos um novo conjunto de observações filosóficas. Esse texto, ao contrário do outro, estaria voltado para uso próprio, como esboço de uma futura publicação; mas, novamente, cópias foram feitas e repassadas a terceiros. Tal como no caso anterior, o nome recebido, O Livro Marrom, derivou da coloração da capa.
Em 1934 Wittgenstein começa a acalentar a ideia de emigrar para a União Soviética. Teve aulas de russo, e em setembro de 1935 viajou para Leningrado e Moscou com a intenção de conseguir um emprego. Ele pretendia conseguir uma vaga de trabalhador braçal, mas só lhe ofereceram postos de professor. Sem conseguir o que queria, voltou três semanas depois. Em 1936, expirou a bolsa que o Trinity College havia lhe dado em 1930. Wittgenstein parte, então, para a Noruega, a fim de se dedicar integralmente à elaboração de seu livro. Lá ele permanece até dezembro de 1937 após concluir parte dos textos que irão compor as Philosophische Untersuchungen (Investigações Filosóficas).
Em fevereiro de 1938, viaja à Irlanda para encontrar-se com o amigo e ex-aluno Maurice Drury. Nessa época, Wittgenstein não sabia ao certo que rumo daria à sua vida. Pensou em se dedicar à medicina, tal como Drury fizera; mas as circunstâncias forçaram-no a retornar a Cambridge. No mês seguinte ao de sua chegada à Irlanda, ocorreu o Anschluss – a anexação da Áustria pela Alemanha – e um problema urgente se impôs: os Wittgenstein vienenses eram agora judeus submetidos às Leis de Nuremberg. Orientado por Piero Sraffa, Wittgenstein voltou a Cambridge em busca de uma colocação como professor. O fato de ser um professor de Cambridge favoreceria uma solicitação de naturalização e, de posse de um passaporte britânico, Wittgenstein poderia ir para a Áustria sem correr o risco de ser mantido no país pelas autoridades locais. Enquanto isso, a família de Wittgenstein tentava uma Befreiung, isto é, uma reclassificação racial, de judeus para Mischlinge (descendentes da miscigenação de arianos com judeus). Evidentemente, a imensa fortuna dos Wittgenstein ajudou bastante a superar a resistência nazista de conceder a Befreiung. As negociações resumiram-se a uma troca da reclassificação racial pela imensa quantidade de divisas que os Wittgenstein mantinham na Suíça.
Em 1939, G. E. Moore aposenta-se, e Wittgenstein é designado para a cátedra de filosofia em Cambridge. Logo em seguida, recebe o passaporte britânico e, em julho de 1939, viaja a Viena para ajudar suas irmãs. Nessa ocasião, passa um dia em Berlim, a fim de negociar com autoridades do Reichsbank. A Befreiung é concedida em agosto de 1939.
Nesse mesmo ano, Wittgenstein ministrou um curso em que se discutiram questões de filosofia da matemática. Esse tema já havia sido discutido em alguns de seus cursos anteriores. O curso de 1939 chama a atenção porque os alunos que o frequentaram tiveram a oportunidade de testemunhar os embates entre Wittgenstein e Alan Turing, um dos matemáticos mais brilhantes do século XX. Wittgenstein defendia em suas preleções, entre outras coisas, que as contradições lógicas não seriam um problema tão nefasto quanto julgavam os matemáticos. Turing, por sua vez, defendia que a preocupação de evitar contradições num sistema formal atendia a uma questão prática: se um engenheiro empregasse um sistema formal contaminado por contradições na construção de uma ponte, a ponte cairia! Desnecessário dizer que nenhum dos dois conseguiu convencer o outro do contrário.
Após a eclosão da Segunda Guerra, Wittgenstein procura de alguma forma engajar-se no esforço de guerra. Sua intenção inicial era alistar-se na brigada de ambulâncias. Mas sua origem germânica despertava desconfianças, e isso impediu que fosse aceito em qualquer atividade mais diretamente relacionada à guerra. Procurou, então, uma alternativa que não representasse ficar enclausurado numa universidade em tempos tão dramáticos, e acabou por conseguir emprego como servente de dispensário no Guy’s Hospital de Londres.
Depois da guerra, Wittgenstein voltou a lecionar em Cambridge, mas permaneceu aí apenas por dois anos letivos. Por seus comentários e pelos relatos dos que com ele conviveram, Wittgenstein nunca gostou do trabalho acadêmico nem do convívio com os profissionais da academia. Em 1947, resolve deixar Cambridge definitivamente.

### Os últimos anos

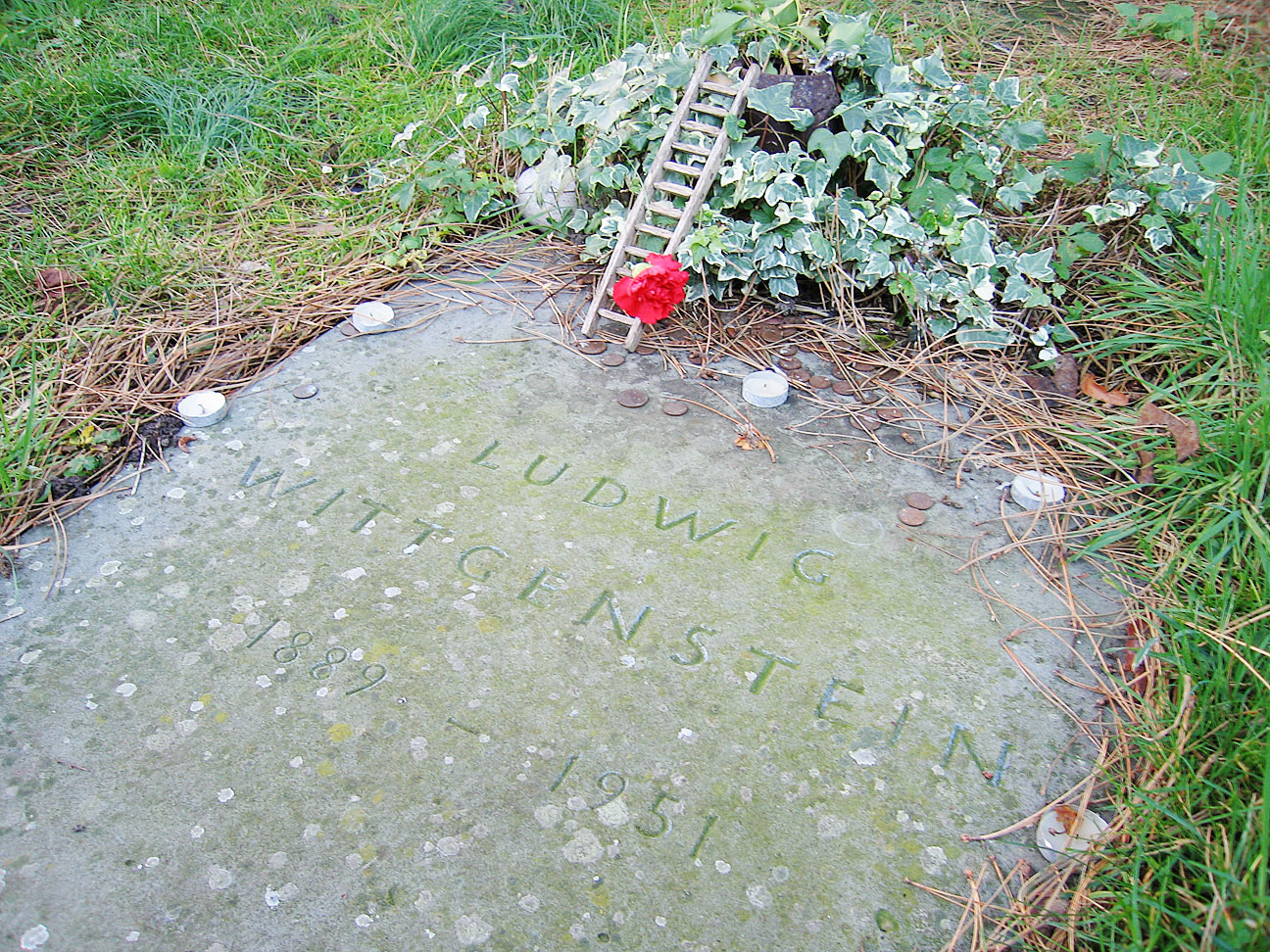
A lápide do túmulo de Wittgenstein em Cambridge.

Em seus últimos anos na Universidade de Cambridge, Wittgenstein dedicou-se à conclusão do tão aguardado livro em que condensaria as ideias desenvolvidas desde 1930. Embora tenha chegado a fazer um prefácio com a data de janeiro de 1945, Wittgenstein resolveu adiar a publicação e fazer novas revisões em seu texto. Em busca da tranquilidade necessária para concluir o livro, muda-se para a Irlanda e se estabelece, primeiro, numa fazenda em Red Cross; depois, na casa de veraneio do irmão de Drury, na costa oeste.
A convite de Norman Malcolm, ex-aluno e professor de filosofia na Universidade Cornell, Wittgenstein vai para os Estados Unidos em julho de 1949 e fica hospedado na casa de Malcolm até outubro do mesmo ano. As discussões com o seu ex-aluno estimularam Wittgenstein a desenvolver uma série de reflexões sobre as afirmações do senso comum. Essa reflexões seriam mais tarde reunidas e publicadas postumamente no livro Über Gewissheit (Sobre a Certeza).
Desde os tempos em que esteve na Irlanda, Wittgenstein já enfrentava sérios problemas de saúde. Ao retornar dos Estados Unidos, submete-se a exames médicos e descobre estar com câncer de próstata. Logo após o diagnóstico, vai para Viena passar uma temporada com a família. Embora doente, inicia nesse período as anotações inspiradas na teoria das cores de Goethe, mais tarde denominadas de Observações sobre as cores.
De volta à Inglaterra, Wittgenstein passa períodos nas casas de ex-alunos e amigos; e faz sua última viagem à Noruega no final de 1950. Ao retornar dessa viagem seu estado piora bastante. Seu médico em Cambridge, o Dr. Edward Bevan, hospeda-o em sua casa. Em 28 de abril de 1951, pouco antes de perder a consciência, ele pede à esposa do dr. Bevan que dê um recado a seus amigos: "Diga-lhes que tive uma vida maravilhosa". No dia seguinte é constatada a morte de Wittgenstein. Está sepultado no Ascension Parish Burial Ground.

## Obra
Em vida, os únicos trabalhos filosóficos publicados por Wittgenstein foram o Tractatus Logico-Philosophicus e o artigo "Some Remarks on Logical Form". O primeiro é a obra-prima do jovem Wittgenstein; o segundo, uma tentativa de reparar alguns dos problemas do Tractatus. A vasta produção que caracteriza a segunda fase de sua filosofia só veio a público após sua morte por meio de livros organizados, traduzidos e editados pelos herdeiros de seu espólio literário. O livro Investigações Filosóficas, publicado em 1953, é o mais importante dessa segunda fase.

### OTractatus Logico-Philosophicus
O objetivo imediato do Tractatus Logico-Philosophicus (TLP) é explicar como a linguagem consegue representar o mundo. Mais especificamente, Wittgenstein pretende mostrar como uma proposição é capaz de representar um estado de coisas real ou possível. A resposta de Wittgenstein a esse problema ficou conhecida como "teoria pictórica do significado", pois estabelece que uma proposição é uma representação figurativa dos fatos, assim como uma maquete é uma representação figurativa de um edifício (TLP 4.01). A princípio, pode parecer estranha essa sugestão, pois há similaridades nítidas entre a maquete e o prédio que essa representa, ao passo que não há similaridade evidente entre a frase "A neve é branca" e o estado de coisas que essa frase representa (TLP 4.011). É nesse ponto que intervém a análise lógica. A semelhança entre a maquete e o prédio é assegurada por uma isomorfia espacial - as relações espaciais entre os diversos elementos que constituem a maquete são as mesmas, se convertidas conforme as escalas empregadas, que as vigentes entre os elementos constitutivos do prédio. Do mesmo modo, segundo Wittgenstein, as relações entre os elementos básicos de uma proposição - os nomes próprios lógicos - guardariam entre si, segundo um método de projeção adequado, as mesmas relações lógicas vigentes entre os objetos simples que constituem o estado de coisas representado (TLP 4.01; 4.0311). Sendo assim, se reduzíssemos a frase "A neve é branca" aos termos de uma notação lógica perfeita (TLP 3.325), obteríamos um estrutura simbólica cuja forma lógica seria igual à forma lógica do estado de coisas que a frase representa (TLP 2.18).
A proposição dotada de sentido constrói um modelo da realidade (cf. TLP 2.12; 4.01). A realidade pode ou não corresponder a esse modelo (TLP 4.023). Em outras palavras, a proposição dotada de sentido tem a propriedade intrínseca da bipolaridade - em princípio, tanto pode ser verdadeira como falsa. Como corolário dessa propriedade, qualquer afirmação sobre fatos do mundo é necessariamente contingente.
No Tractatus, todas as proposições necessariamente verdadeiras - aquelas que não precisam ser confrontadas com a realidade para que se saiba se são verdadeiras - são tautologias, isto é, são combinações de proposições elementares cujo valor de verdade depende apenas das possíveis combinações de valores de verdade dessas mesmas proposições elementares. Assim, por exemplo, a proposição disjuntiva "p ou não-p" sempre será verdadeira, uma vez que para ser falsa é necessário que as duas proposições sejam falsas, mas quando p é falsa, não-p é necessariamente verdadeira, e vice-versa. Essa proposição, assim como é o caso de todas as tautologias, é construída de tal forma que independentemente dos valores assumidos pelas proposições elementares a proposição complexa sempre será verdadeira. Contudo, o custo da necessidade lógica é a vacuidade descritiva, ou seja, uma proposição necessariamente verdadeira não diz nada sobre a realidade.
No quadro geral desenhado pelo Tractatus, temos, portanto, as seguintes proposições:
1. As proposições factuais: proposições contingentes que figuram os fatos; seus valores de verdade (verdadeiro ou falso) dependem de uma confrontação com a realidade;
2. As tautologias: proposições complexas, necessariamente verdadeiras, mas destituídas de conteúdo descritivo;
3. As contradições: proposições complexas, necessariamente falsas, e também destituídas de qualquer conteúdo descritivo.

Wittgenstein deixa esse quadro um pouco mais complexo ao introduzir a distinção entre dizer e mostrar. Ele defende que, apesar de não veicular um conteúdo descritivo, isto é, de não poderem dizer nada sobre o mundo, as proposições lógicas mostram algo a seu respeito. Do mesmo modo, as proposições da metafísica tradicional (como, por exemplo, "O ser sempre é") seriam tentativas malogradas de dizer algo que só pode ser mostrado.
A distinção entre dizer e mostrar abre um campo para os valores e para o místico. Do lado discursivo, as proposições da ética ou são contrassensos, absurdos, construções sem sentido ou são meras convenções comportamentais. Em ambos os casos, tais proposições não conseguem alcançar o que haveria de fundamental na ética. Isso porque, na perspectiva do Tractatus, o que é fundamental à ética só pode ser mostrado, não pode ser dito.
O Tractatus delimita os limites da linguagem. Tenta explicitar as condições de possibilidade da própria figuração proposicional. Simultaneamente, tenta levar o leitor a vislumbrar algo que está além desses limites. Se a proposta é confrontada com os próprios aforismos do livro, fica evidente que as proposições do Tractatus também transgridem as regras impostas às proposições signiticativas. Também elas seriam contrassensos:
"Minhas proposições elucidam dessa maneira: quem me entende acaba por reconhecê-las como contrassensos, após ter escalado através delas – por elas – para além delas. (Deve, por assim dizer, jogar fora a escada após ter subido por ela.)
Deve sobrepujar essas proposições, e então verá o mundo corretamente."— Wittgenstein. Tractatus, 6.54.
Ao decretar que as proposições sobre o místico, sobre Deus, sobre a ética e sobre a estética são todas absurdas do ponto de vista dos requisitos lógicos para a construção de proposições significativas, Wittgenstein não está descartando os "objetos" dessas proposições como coisas grotescas ou sem importância. Ao contrário, está sugerindo que a ética, a estética e a dimensão mística são transcendentes - não estão ao alcance de nossa linguagem. Desse modo, a melhor atitude em relação a essas coisas transcendentes seria a de manter um respeitoso silêncio.
"Sobre aquilo de que não se pode falar, deve-se calar."— Wittgenstein. Tractatus, 7.

### AsInvestigações Filosóficas
Enquanto, no Tractatus, Wittgenstein esforçava-se por desvelar a essência da linguagem, nas Investigações Filosóficas (IF) ele afirma que essa tentativa está fadada ao fracasso, simplesmente porque não há qualquer essência a ser descoberta. O segundo Wittgenstein defende que a linguagem não seria um todo homogêneo, mas, sim, um aglomerado de "linguagens" (IF §65).
Para esclarecer esse ponto, Wittgenstein traça uma analogia entre a noção de linguagem e a noção de jogo. Há diversos tipos de jogos: jogos de tabuleiro, jogos de cartas, competições esportivas, etc. Mas não há uma essência dos jogos. Um jogo de cartas apresenta semelhanças com os jogos de tabuleiros, mas também muitas diferenças; se compararmos esses últimos com os jogos de bola, surgirão outras semelhanças e outras se perderão (IF §66).
O que há é uma sobreposição de traços que Wittgenstein chama de semelhança de família. Numa família, alguns partilham a mesma cor do cabelo, outros partilham a mesma estatura, outros o tom de voz, etc. Mas geralmente não há característica que esteja presente em todos os membros da família. O mesmo ocorre com o conceito de “jogo”. Chamamos práticas muito diferentes de “jogo” não porque haja uma definição exata que esteja implícita em todas as aplicações do termo, mas porque essas diversas práticas manifestam semelhança de família (IF §67).
Analogamente, as diversas práticas linguísticas são reunidas sob a denominação de “linguagem” em virtude de suas semelhanças de família. Em linha com o símile entre linguagem e jogo, Wittgenstein chama os segmentos heterogêneos da linguagem, com suas regras, convenções e finalidades próprias, de jogos de linguagem (IF §7).
O jogos de linguagem são múltiplos e variados, e atendem a finalidades diversas: às vezes empregamos a linguagem para dar ordens, às vezes para pedir desculpas, outras vezes para fazer piadas, etc (IF §23). Supor que a função primordial da linguagem seja a de descrever ou representar os fatos é uma generalização precipitada, provocada pelo equívoco de se tomar um jogo de linguagem particular como paradigma de todos os demais.
Para o Wittgenstein das Investigações, o significado de uma palavra é estabelecido pelo uso que se lhe dá num determinado jogo de linguagem (IF §43). Para saber o que significa essa palavra, nesse jogo de linguagem, a melhor estratégia é descrever os traços mais destacados desse jogo e revelar qual é o papel desempenhado pela palavra em questão.
A concepção do significado como uso afasta a proposta de Wittgenstein de duas ideias tradicionais a respeito da linguagem. Uma delas é a de que o significado de um termo é dado por um objeto, substituído nas frases pela palavra que lhe é associada. A outra é a de que um conceito ou um significado seriam entidades mentais que acompanham a pronúncia ou audição de uma expressão linguística. Para Wittgenstein, as ocorrências mentais ou psicológicas que acompanham, antecedem ou sucedem o proferimento de uma expressão linguística são irrelevantes para a constituição do seu significado. O que interessa saber é o que o falante ou ouvinte faz com essa expressão.
Desse modo, Wittgenstein também argumenta que a ideia de uma linguagem privada é incoerente, pois a linguagem é antes de tudo uma prática pública, e suas regras e convenções devem estar à disposição de qualquer falante. Se um indivíduo tentasse elaborar uma linguagem privada – suponhamos que ele tentasse, por exemplo, associar sinais a ocorrências mentais privadas, às quais ninguém mais teria acesso – esse conjunto de sinais, de acordo com as Investigações, não chegaria a constituir uma linguagem propriamente dita. O que diferencia um sinal linguístico de um mero ruído ou de um simples rabisco é a sua sujeição a um padrão de correção; mas não se pode construir padrões de correção para sinais associados a 'objetos' a que, supostamente, só o falante de uma linguagem privada teria acesso. (cf. IF §§258-260).
Um termo assume significado à medida que encontra um lugar numa determinada prática e seu emprego passa a ser controlado por regras públicas de correção. O jogo do qual faz parte está inserido na realidade prática e social da comunidade dos falantes. Segundo Wittgenstein, os problemas filosóficos surgem quando a linguagem "sai de férias" (IF §38), ou seja, quando a linguagem é artificialmente separada do seu ambiente próprio e de seus usuários. "A linguagem é uma parte (...) de uma forma de vida", diz Wittgenstein (IF §23). A linguagem, tal como apresentada nas Investigações, deixa de ser um mero veículo de informações para converter-se numa atividade profundamente enraizada no contexto social e nas necessidades e aspirações humanas.